# 1. Fußballclub Wülfrath 1927
1. Fußballclub Wülfrath 1927 é uma agremiação esportiva alemã, fundada em 1927, sediada em Wülfrath, no distrito de Mettmann.

## História
As primeiras raízes remontam a 1927. No ano foi criado o SV Flandersbach. A segunda origem data de 1929 através dos fãs de esportes do Schlup Kothen. A terceira raiz da associação foi fundada em 1938, o SSG Wülfrath. Os três clubes finalmente se uniram, a 27 de junho de 1975 o FC Wülfrath.
A equipe assumiu, em 1975, o lugar do SV Flandersbach na Landesliga Niederrhein e conseguiu a primeira ascensão, em 1981, como campeão. Depois de apenas um ano, estava de volta ao campeonato nacional, no qual ganhou o título novamente em 1990. Na época, Dietmar Grabotin assumiu como treinador na Verbandsliga. Ao ser vice-campeão na temporada 1990/91, levou o clube em 1992, como vencedor da Verbandsliga Niederrhein para a promoção à Oberliga Nordrhein. A temporada 1992/93 terminou com o descenso imediato. 
Depois de três anos na Verbandsliga, em 1996, ocorreu novo rebaixamento no nacional. Na temporada 2003/04 o FC Wülfrath foi o campeão da Landesliga Niederrhein e conseguiu voltar para a Verbandsliga.